# Khushaat
Khushaat (Mongol : Хушаат) est un sum (district) de la province de Selenge, au nord de la Mongolie.